# Roberto Arduini
Roberto Arduini (Roma, 8 settembre 1970) è un giornalista, saggista e traduttore italiano.

## Biografia
Laureatosi come filologo germanico all'Università La Sapienza di Roma, ha studiato anche in Germania nel biennio 1996-97 presso la Georg August Universität di Gottinga e la Humboldt Universität di Berlino. Segue il Master in Giornalismo presso l'Università degli Studi di Roma Tor Vergata, dove si laurea con lode nel 2001. Inizia a lavorare subito per il quotidiano l'Unità, dove rimarrà per diciassette anni occupandosi soprattutto di esteri, cultura e online.
L'interesse per la cultura e la frequentazione dei maggiori festival letterari italiani, lo portano a curare e pubblicare molti libri, legati anche ai suoi diversi ambiti di competenza. Nell’ottobre 2005 è curatore del volume Terrorismo, Al Qaeda e dintorni di Umberto De Giovannangeli e prefazione di Antonio Padellaro.
Oltre alla politica estera, è la letteratura uno dei suoi campi di maggior interesse. Nel novembre 2007, in occasione del centenario della stesura del Kalevala di Paolo Emilio Pavolini (scritto nel 1907 e poi pubblicata nel 1910), è curatore insieme a Cecilia Barella di una nuova edizione critica in italiano per la casa editrice Il Cerchio di Rimini. Il volume presenta la traduzione integrale di Pavolini che è l'unica a usare per i versi l'ottonario, lo stesso metro del testo finnico.
Un altro campo in cui è impegnato sono i new media e le nuove tecnologie, che lo portano a pubblicare alcune analisi, tra cui Librovisioni. Quando la lettura passa attraverso lo schermo (Effatà, 2009).

## Attività giornalistica
Una delle attività principali sempre perseguita è la professione di giornalista, dal 1998 in poi. Sono diverse le recensioni e gli articoli di approfondimento culturale per diverse testate giornalistiche e riviste online, tra cui l'ultima è Globalist.
Per il quotidiano l'Unità è stato redattore e poi vicecaposervizio delle pagine di Esteri, Sport e Online e responsabile per la pagina Commenti in diversi momenti tra il 2001 e il 2017.
Tra i programmi culturali in TV, ha collaborato dal 2007 al 2012 con La Compagnia del Libro, programma televisivo settimanale condotto da Saverio Simonelli sull'emittente satellitare TV2000 (già Sat2000).
Contemporaneamente, ha tenuto il corso «Giornalismo e nuovi media» presso l'Università degli Studi di Roma Tor Vergata all'interno dell'insegnamento di sociologia della comunicazione culturale dal 2010 al 2014.
Dal 2019 è direttore de I Quaderni di Arda, rivista accademica con Comitato scientifico internazionale, a cadenza annuale dedicata agli studi tolkieniani. È membro del board scientifico di alcune delle riviste accademiche più importanti del settore in Germania, Francia, Regno Unito e Usa.

## Attività editoriale
È autore, traduttore e curatore di oltre trenta pubblicazioni dedicate alle opere di J.R.R. Tolkien per numerose case editrici, tra cui Bompiani, Aracne Editrice, CUEC, Eterea Edizioni, Marietti Editore, Polini Editore, Senza Patria e Routledge University Press; alcuni suoi articoli sono apparsi in riviste internazionali specializzate Amon Hen e Mallorn. Due dei libri da lui curati sono stati tradotti in inglese da Walking Tree Publishers. Tiene abitualmente seminari e conferenze in Italia e all’estero, in Gran Bretagna, Francia e Stati Uniti, l'ultima delle quali presso la Università del Maryland, College Park, vicino a Washington.
Dal 2007 è membro del comitato scientifico della collana "Tolkien e dintorni" per Marietti Editore.
Un'altra attività molto intensa è l'organizzazione di numerosi eventi culturali, tra cui dal 2010 al 2021 di otto convegni universitari con le università di Palermo, Trento, Parma, Cagliari, Torino, l'ultimo dei quali il 20 e 21 maggio 2021 presso l'Università Statale di Milano. Dal 21 al 23 luglio 2023 ha organizzato il convegno Gli Animali nella Terra di Mezzo. Per un approccio multidisciplinare e comparativo allo studio del rapporto Uomo-Animale nelle opere di J.R.R. Tolkien, presso il palazzo Sforza-Cesarini di Genzano di Roma, con la collaborazione del Museo delle Religioni “Raffaele Pettazzoni” e il patrocinio dei Comuni di Genzano di Roma e Velletri e quello dell’Associazione Italiana Studi Tolkieniani (AIST).
Dal settembre del 2014 al gennaio 2023 è presidente dell'Associazione Italiana Studi Tolkieniani - affiliata a The Tolkien Society inglese, per la quale organizza eventi culturali sempre in ambito letterario, partecipando regolarmente ai festival ludici e letterali come Il Salone internazionale del Libro di Torino, la Fiera della piccole e media editoria di Roma, il Bologna Children's Bookfair
, il Festival "I Giorni della Merla" di Macerata, il Festival del Medioevo di Gubbio e molti altri. Dal 2014 è direttore culturale di Fantastika - Biennale d’illustrazione fantastica che si tiene ogni due anni alla fine di settembre a Dozza Imolese (Bologna).
Dal 2018 dirige la casa editrice Eterea Edizioni ed è direttore del primo Centro Studi dedicato a John Reuel Ronald Tolkien, sito in via XX settembre 2 a Dozza Imolese (Bologna).

## Opere

### Saggi
- Un Anno con J.R.R. Tolkien di Roberto Arduini e Cecilia Barella, Eterea Edizioni, 2023, ISBN 9788832069310.
- Cosa leggo prima? Guida alla lettura delle opere di J.R.R. Tolkien di Roberto Arduini, Eterea Edizioni, 2022, ISBN 9788832069297.
- Sognando i Draghi di Roberto Arduini, Eterea Edizioni, 2022, ISBN 9788832069235.
- Gollum - Un eroe involontario, Eterea Edizioni, 2022, ISBN 9788832069228.
- Le rune deli Nani. Le lingue della Terra di Mezzo di Roberto Arduini, Polini editore 2018, ISBN  9788899984083.
- Le rune dello Hobbit. Le lingue della Terra di Mezzo di Roberto Arduini, Polini editore 2018, ISBN  9788899984090.
- I numeri in Tengwar. Le Lingue della Terra di Mezzo di Roberto Arduini, Polini editore 2017, ISBN 9788899984076.
- La biblioteca di Bilbo. Percorsi di lettura tolkieniani nei libri per ragazzi scritto con Saverio Simonelli e Cecilia Barella, Effatà edizioni, 2011.ISBN 9788874027262.
- Librovisioni. Quando la lettura passa attraverso lo schermo scritto con Cecilia Barella e Roberto Arduini, Effatà edizioni, 2009, ISBN 9788874024810.

### Sceneggiature di fumetti
- Cronache di Arda: le avventure di Sottocolle, Eterea Edizioni, 2023, ISBN 9788832069389
- Cronache di Arda: i cacciatori di frodo, Eterea Edizioni, 2024, ISBN ‎9788832069396
- Cronache di Arda: l'elfo caduto, Eterea Edizioni, 2025, ISBN 9791281947115

### Traduzioni
- Tolkien. Mito e modernità: In difesa della Terra di Mezzo di Patrick Curry tradotto da Roberto Arduini, Bompiani 2018, ISBN 9788845293788.
- La reincarnazione degli Elfi e altri scritti di J.R.R. Tolkien di Roberto Arduini e Claudio A. Testi, Marietti, 2016. ISBN 9788821191695
- Postfazione di Tom Shippey ne Il ritorno di Beorhtnoth figlio di Beorhthelm di J.R.R. Tolkien, curata da Wu Ming 4, Bompiani, 2010. ISBN 9788845265228
- Tolkien l'uomo e il mito di Joseph Pearce, tradotto da Roberto Arduini et alii, Marietti Editore, 2010. ISBN 9788821191640
- Tolkien e la Grande Guerra. La soglia della Terra di Mezzo di John Garth, tradotto da Roberto Arduini, Giampaolo Canzonieri, Lorenzo Gammarelli, Alberto Ladavas, Marietti Editore, 2007. ISBN 9788821185700
- J.R.R. Tolkien: la via per la Terra di Mezzo di Tom Shippey, tradotto da Roberto Arduini et alii, Marietti Editore, 2005. ISBN 9788821185588